# Psychotria chlorophylla
Psychotria chlorophylla är en måreväxtart som beskrevs av Johannes Müller Argoviensis. Psychotria chlorophylla ingår i släktet Psychotria och familjen måreväxter. Inga underarter finns listade i Catalogue of Life.